# Кшиштофик, Генрик
 Ге́нрик Кшишто́фик  (пол. Henryk Krzysztofik, OFMCap, 22 марта 1908, Захожув, Лодзинское воеводство — 4 августа 1942, Дахау, Бавария) — блаженный Римско-католической церкви, священник, монах из францисканского ордена капуцинов, мученик. Входит в число 108 блаженных польских мучеников, беатифицированных римским папой Иоанном Павлом II во время его посещения Варшавы 13 июня 1999 года.

## Биография
После окончания средней школы поступил в колледж святого Фиделиса, которым руководили монахи из францисканского ордена капуцинов. 14 августа 1927 года вступил в монастырь капуцинов, приняв монашеское имя Генрик. После окончания теологического обучения в Риме 15 августа 1931 года принял монашеские обеты. 30 июля 1933 года был рукоположён в сан священника. В 1935 году занимался пастырской деятельностью в Люблине и некоторое время исполнял обязанности ректора монастырской семинарии.
После начала Второй мировой войны, 25 января 1940 года был арестован Гестапо и интернирован в концентрационный лагерь Дахау, где погиб от голода 4 августа 1942 года.

## Прославление
13 июня 1999 года был беатифицирован римским папой Иоанном Павлом II вместе с другими польскими мучениками Второй мировой войны.
День памяти — 12 июня.

## Источник
- Duchniewski, Florian Jerzy: Błogosławiony ojciec Henryk Krzysztofik. Duchniewski, Florian Jerzy. Włocławek: Wydaw. Duszpasterstwa Rolników, 2001. ISBN 8388743597.